# Challenger de Taipéi 2015
El torneo Santaizi ATP Challenger 2015 es un torneo profesional de tenis. Pertenece al ATP Challenger Series 2015. Se disputará su 2ª edición sobre superficie Carpet (i), en Taipéi, Taiwán entre el 27 de abril y el 3 de mayo de 2015.

## Jugadores participantes del cuadro de individuales
| Favorito | País                       | Jugador         | Rank1 | Posición en el torneo |
| -------- | -------------------------- | --------------- | ----- | --------------------- |
| 1        | Bandera de China Taipéi    | Lu Yen-Hsun     | 62    | Cuartos de final      |
| 2        | Bandera de Australia       | Sam Groth       | 86    | CAMPEÓN               |
| 3        | Bandera de Japón           | Go Soeda        | 88    | Cuartos de final      |
| 4        | Bandera de República Checa | Lukáš Lacko     | 91    | Segunda ronda         |
| 5        | Bandera de Japón           | Tatsuma Ito     | 97    | Cuartos de final      |
| 6        | Bandera de Estados Unidos  | Ryan Harrison   | 126   | Segunda ronda, retiro |
| 7        | Bandera de Ucrania         | Illya Marchenko | 133   | Cuartos de final      |
| 8        | Bandera de China Taipéi    | Jimmy Wang      | 136   | Segunda ronda         |

- 1 Se ha tomado en cuenta el ranking del 13 de abril de 2015.

### Otros participantes
Los siguientes jugadores recibieron una invitación (wild card), por lo tanto ingresan directamente al cuadro principal (WC):
- Yi Chu-Huan
- Hung Jui-Chen
- Wang Chieh-Fu
- Ho Chih-Jen

Los siguientes jugadores ingresan al cuadro principal tras disputar el cuadro clasificatorio (Q):
- Matthew Barton
- Yu Cheng-Yu
- Yuya Kibi
- Toshihide Matsui

## Campeones

### Individual Masculino
- Sam Groth derrotó en la final a  Konstantin Kravchuk, 6-7(5), 6-4, 7-6(3)

### Dobles Masculino
- Matthew Ebden /  Wang Chieh-fu derrotaron en la final a  Sanchai Ratiwatana /  Sonchat Ratiwatana, 6–1, 6–4